# 19178 Walterbothe
19178 Walterbothe è un asteroide della fascia principale. Scoperto nel 1991, presenta un'orbita caratterizzata da un semiasse maggiore pari a 2,5740236 UA e da un'eccentricità di 0,2588268, inclinata di 3,88921° rispetto all'eclittica.